# نيكتونز
نيكتونز (بالإنجليزية: Nicktoons)‏ هي قناة أمريكية تملكها فياكوم إنترناشونال ميديا نيتوركس أوروبا وهي في الأساس تابعة لقناة نيكلوديون وتستهدف الفئة العمرية من 6-12. وتهدف القناة إلى بث الرسوم المتحركة. أطلقت النسخة العربية في 15 فبراير 2017.

## البرامج الحالية
- راجراتس
- رن وستمبي
- هيا آرنولد!
- بسبسبوبي
- عائلة ثورنبيري
- سبونج بوب سكوير بانتس
- روكيت باور
- القنادس الغاضبة
- حكايات جنجر
- زم الفضائي
- الوالدان السحريان
- الجاسوسات
- عالم الطباشير
- جيمي نيوترون: الفتى العبقري
- أولاد كبار
- كركر وعبقر
- المراهقة الآلية
- داني الشبح
- آفاتار: أسطورة أنج
- خربشات
- عائلة إكس
- كابا مايكي
- مزرعة المشاغبين
- سوبر بي
- بطاريق مدغشقر
- فان بوي وتشام تشام
- الفرقة السرية لمحاربة الأشرار
- كوكب شين
- نادي وينكس
- كونغ فو باندا: أساطير الروعة
- روبوت ومونستر
- سلاحف النينجا (مسلسل 2012)
- أسطورة كورا
- باور رينجرز
- تحدي الوحوش والفضائيين (مسلسل)
- سانجاي وكريغ
- غزو الرابيدز
- عاملا خبز
- إلى بليك!
- هارفي بيكس
- أكول عنزة موزة وحشرة
- منزل لاود
- بينسون الوحش اللطيف
- توون مارتي
- مرحبا في واين
- مغامرات الفتى البطل
- كاساجراندس
- أنه وبوني
- زوكي من كوكب روبي